# Mikaela Stojanowa
Mikaela Stojanowa (ur. 23 czerwca 2005) – bułgarska siatkarka, reprezentantka kraju, grająca na pozycji atakującej.
Jej ojciec Wasił Stojanow, również grał zawodowo w siatkówkę.
17 września 2023 roku zadebiutowała w kadrze narodowej Bułgarii w Interkontynentalnym turnieju kwalifikacyjnym do Letnich Igrzysk Olimpijskich 2024 w meczu przeciwko reprezentacji Turcji.

## Sukcesy klubowe
Liga bułgarska:
- 2025[4]

## Udział siatkarki w międzynarodowych turniejach w reprezentacji Bułgarii
| Rok  | Liga Narodów | Mistrzostwa Europy Juniorek | Mistrzostwa Świata Kadetek | Mistrzostwa Bałkanów Kadetek |
| ---- | ------------ | --------------------------- | -------------------------- | ---------------------------- |
| 2023 |              |                             | 8. miejsce                 | 3. miejsce                   |
| 2024 | 16. miejsce  | 5. miejsce                  |                            |                              |